# 78 Діана
78 Діана (78 Diana) — астероїд головного поясу, відкритий 15 березня 1863 року.
Тіссеранів параметр щодо Юпітера — 3,359.